# Dervish
Dervish – irlandzki zespół muzyczny wykonujący tradycyjną muzykę irlandzką z elementami krytycznymi założony w 1989 roku w Sligo.
Zespół reprezentował Irlandię w 52. Konkursie Piosenki Eurowizji w 2007 roku.

## Historia zespołu
Zespół został założony w 1989 roku w Sligo jako The Boys of Sligo, w pierwotny skład grupy weszli: Liam Kelly, Shane Mitchell, Martin McGinley, Brian McDonagh i Michael Holmes. W tym samym roku ukazała się debiutancka płyta studyjna muzyków zatytułowana The Boys of Sligo. W 1991 roku do składu grupy doszli wokalistka Cathy Jordan oraz akordeonista Shane McAleer. Dwa lata później ukazała się druga płyta długogrająca zespołu zatytułowana Harmony Hill, zaś w 1994 roku premierę miał trzeci krążek pt. Playing with Fire.
W 1996 roku ukazała się czwarta płyta studyjna zespołu zatytułowana At the End of the Day. W 1997 roku muzycy wydali dwupłytowy album koncertowy zatytułowany Live in Palma, na którym znalazł się zapis dźwiękowy jednego z koncertów zespołu. Rok później z zespołu odszedł McAleer, który został zastąpiony przez Séamusa O’Dowda oraz akordeonistę Thomasa Morrowa. W 1999 roku ukazała się nowa płyta zespołu zatytułowana Midsummer’s Night.
W 2001 roku zespół wydał swój pierwszy album kompilacyjny zatytułowany Decade, na którym znalazły się wybrane utwory z ich pierwszych pięciu krążków. W 2003 roku premierę miała ich szósta płyta studyjna zatytułowana Spirit.
W 2006 roku zespół wydał swój siódmy album zatytułowany A Healing Heart. W listopadzie zostali ogłoszeni reprezentantami Irlandię w 52. Konkursie Piosenki Eurowizji z utworem „They Can’t Stop the Spring”. Dzięki zajęciu miejsca w pierwszej dziesiątce przez Briana podczas konkursu w 2006 roku, reprezentanci nie musieli brać udziału w półfinale i mieli gwarantowane miejsce w finale, 12 maja wystąpili jako czwarci w kolejności w finale widowiska organizowanego w Helsinkach i zajęli ostatecznie ostatnie, dwudzieste czwarte miejsce z pięcioma punktami na koncie.
W 2010 roku grupa nagrała i wydała swój ósmy krążek studyjny zatytułowany From Stage to Stage.
Wiosną 2012 roku zespół odwołał swój koncert w Izraelu w związku z kulturowym bojkotem kraju. W 2014 roku muzycy wydali swój drugi album kompilacyjny zatytułowany A Celebration (1989-2014).

## Członkowie zespołu
| - Brian McDonagh – mandolina - Liam Kelly – flet, tin whistle - Tom Morrow – skrzypce - Shane Mitchell – akordeon - Cathy Jordan – wokal, bodhrán, kości - Michael Holmes – buzuki | - Martin McGinley – akordeon - Shane McAleer – akordeon |

## Dyskografia

### Albumy studyjne
- The Boys of Sligo (1989)
- Harmony Hill (1993)
- Playing with Fire (1995)
- End of the Day (1996)
- Midsummer’s Night (1999)
- Spirit (2003)
- A Healing Heart (2005)
- Travelling Show (2007)